# Nickel Boys (film)
Pour plus de détails, voir Fiche technique et Distribution.
Nickel Boys est un drame américain co-écrit et réalisé par RaMell Ross, sorti en 2024.
Il s'agit d'une adaptation du roman du même nom de Colson Whitehead, lui-même inspiré des évènements survenus à la Dozier School, centre correctionnel de rééducation pour jeunes détenus mineurs, en Floride, où de jeunes Afro-Américains ont été persécutés entre 1900 et 2011.
Le film se déroule en 1962, durant la période lois Jim Crow, à Tallahassee en Floride. Le jeune afro-américain Elwood Curtis est accusé à tort par la police d'un vol de voiture. Il est alors envoyé dans un reform school pour garçons, la Nickel Academy. Il va s'y lier d'amitié avec un garçon nommé Turner. Ils vont ensemble tenter de survivre aux abus et aux méthodes violentes de l'école et de ses administrateurs corrompus.
Le film est tourné à la première personne, le tournage a eu lieu en Louisiane d'octobre à décembre 2022.
Après une présentation au festival du film de Telluride en août 2024, il connait une sortie limitée dans certains cinémas américains en décembre.
Il reçoit des critiques positives de la part de la presse et a été nommé l'un des 10 meilleurs films de 2024 par l'American Film Institute, mais aussi plusieurs distinctions, dont une nomination au Golden Globe du meilleur film dramatique et à l'Oscar du meilleur film.

## Synopsis
L’histoire commence dans les années 1960 en Floride, où un jeune garçon afro-américain, Elwood Curtis, vit dans une petite ville et rêve d’un avenir meilleur. Bien qu’il soit né dans un milieu modeste et qu’il fasse face à la ségrégation raciale, Elwood reste optimiste et profondément influencé par les idéaux de Martin Luther King Jr. Il croit fermement en la non-violence et à l'importance de l’éducation pour échapper aux injustices sociales qui le frappent. Il excelle à l’école, espérant pouvoir un jour rejoindre le monde des adultes de manière respectable.
Un jour, alors qu’il tente de faire ce qu’il pense être la bonne chose, Elwood se retrouve accusé à tort d’un crime qu’il n’a pas commis : le vol d’une voiture. Bien qu’il soit innocent, il est condamné à être envoyé à l'« École Nickel », un établissement correctionnel pour mineurs, où l’on envoie les jeunes délinquants dans le but de les « réformer ». La décision est brutale et injuste, mais pour Elwood, c'est un coup dévastateur, surtout qu'il n'a aucune idée de ce qui l'attend.
À son arrivée à l’École Nickel, Elwood rencontre Turner, un autre jeune garçon noir, cynique et pragmatique. Tandis qu’Elwood garde ses idéaux intacts, Turner est résigné et a appris à survivre en étant distant et sans illusion face à l'injustice. Turner a une vision plus réaliste du monde, fondée sur la souffrance et le déni d’un avenir meilleur. Il prend immédiatement Elwood sous son aile, lui offrant un aperçu plus terre-à-terre de la vie à l’intérieur de l’établissement.
L’École Nickel, contrairement à ce que son nom pourrait laisser supposer, est tout sauf une institution de réhabilitation. C’est un lieu de souffrance, de violence physique et psychologique, géré par un personnel cruel et raciste. Les garçons sont traités de manière inhumaine : battus, forcés à effectuer des travaux durs, mal nourris et soumis à une surveillance constante. L’idéalisme d’Elwood entre en collision avec la brutalité de l’école, et il se rend vite compte que son rêve de réforme par la non-violence risque de le détruire dans cet environnement.
Au fur et à mesure que les jours passent, Elwood et Turner s’adaptent à cette réalité atroce. Elwood, malgré les humiliations, reste attaché à ses principes, espérant que l'éducation et la dignité finiront par le mener à la liberté. Turner, en revanche, enseigne à Elwood comment éviter les punitions et les sévices en devenant plus distant, plus froid et plus pragmatique. Pour lui, la survie à l’École Nickel n’a rien à voir avec les idéaux ou la dignité. Turner essaie de faire comprendre à Elwood que la rébellion n'est pas une option dans un endroit aussi brutal.
Les abus à l’École Nickel ne sont pas seulement physiques ; ils sont aussi émotionnels et psychologiques. Les enfants sont réduits à des ombres d’eux-mêmes, brisés par un système qui ne fait aucune distinction entre le bien et le mal, entre les fautes réelles et les accusations sans fondement. Elwood, malgré la violence et les tortures, refuse de se laisser consumer par la haine. Cependant, sa foi dans la justice et la possibilité de changement commence à s’éroder, et il fait face à des choix de plus en plus difficiles.
Un incident particulièrement tragique survient lorsqu’Elwood, en dépit de ses efforts pour rester fidèle à ses principes, se retrouve pris dans une situation de violence extrême. Après avoir été témoin de l’abus d’un autre jeune garçon, Elwood prend la décision de dénoncer ce qui se passe à l’école. Cette décision, bien que motivée par un désir de justice, se retourne contre lui. Il est sévèrement puni, et son corps et son esprit subissent de lourds dommages. Cet événement est un tournant majeur dans l’histoire du film, car il montre à Elwood qu’à l’École Nickel, la dénonciation de l’injustice n’apporte rien d’autre que davantage de souffrance.
Alors qu’Elwood lutte pour garder sa dignité dans un monde qui ne lui accorde aucune valeur, Turner devient de plus en plus distant et insensible. Il prévient Elwood que ses idéaux le conduiront à la mort et lui conseille de cesser de rêver d’une réforme. Turner, plus vieux et plus expérimenté dans les dures réalités de la vie, tente d’amener Elwood à accepter ce qui semble être la seule règle qui vaille à l’École Nickel : la survie passe avant tout.
Les années passent, et malgré la brutalité du système, Elwood trouve une forme de résistance intérieure. Il se tient à ses principes, même si l’école tente de le briser à chaque instant. En revanche, Turner choisit de se détacher de tout espoir et de se concentrer sur sa propre survie. Leur amitié, bien qu’ayant traversé de nombreuses épreuves, est un ancrage dans cette mer de souffrance. Cependant, elle ne suffira pas à empêcher les événements tragiques qui les attendent.
À la fin du film, après plusieurs années passées à l’École Nickel, Elwood et Turner sont confrontés à un moment de vérité. Un événement dramatique vient clore leurs années d’enfermement, et la question de la justice, de la rédemption et de la survie se pose de manière poignante. Elwood, mû par son désir de justice, tente de dévoiler les horreurs commises à l’École Nickel. Mais Turner, plus pragmatique, choisit de se détacher du passé et de se reconstruire loin de ce monde violent. Le film se termine sur un retour sur leur vie après l’école, montrant comment l’institution les a marqués à vie.

## Fiche technique
Sauf indication contraire, les informations mentionnées dans cette section peuvent être confirmées par la base de données cinématographiques IMDb,  présente dans la section « Liens externes ».
- Titre original : Nickel Boys
- Réalisation : RaMell Ross
- Scénario : RaMell Ross et Joslyn Barnes
- Musique : Alex Somers et Scott Alario
- Direction artistique : Elzabeth Herberg
- Décors : Nora Mendis
- Costumes : Brittany Loar
- Photographie : Jomo Fray
- Montage : Nicholas Monsour
- Production : Dede Gardner, Jeremy Kleiner, David Levine et Joslyn Barnes
- Sociétés de production : Orion Pictures, Plan B Entertainment, Louverture Films (en) et Anonymous Content
- Société de distribution : Amazon MGM Studios
- Budget : N/A
- Pays de production :  États-Unis
- Langue originale : anglais
- Format : couleur - 1.33:1
- Genre : drame
- Durée : 140 minutes
- Dates de sortie[2] :
  - États-Unis : 30 août 2024 (festival de Telluride)
  - États-Unis : 14 septembre 2024 (sortie limitée)
- Classification[3] :
  - États-Unis : PG-13

## Distribution
- Ethan Herisse : Elwood Curtis
  - Ethan Cole Sharp : Elwood, jeune
  - Daveed Diggs : Elwood, adulte
- Brandon Wilson : Turner
- Aunjanue Ellis-Taylor : Hattie
- Hamish Linklater : Spencer
- Fred Hechinger : Harper
- Jimmie Fails : M. Hill

## Production
Une adaptation du roman Nickel Boys (2019) de Colson Whitehead est annoncée en octobre 2022. RaMell Ross (en), connu pour son documentaire Hale County, jour après jour, est annoncé comme réalisateur. Il s'agit de son premier long métrage de fiction. Joslyn Barnes coécrit le scénario avec lui et produit le film. L'auteur Colson Whitehead officie comme producteur délégué. Aunjanue Ellis, Ethan Herisse, Fred Hechinger, Hamish Linklater et Brandon Wilson sont ensuite annoncés dans les rôles principaux.
Le tournage se déroule en Louisiane d'octobre à décembre 2022,. Les prises de vues ont notamment lieux à LaPlace, La Nouvelle-Orléans, Hammond, Ponchatoula et Thibodaux.
Le film montre principalement des plans à la première personne au format 1.33:1. Le cinéaste RaMell Ross explique ce choix :
« Le film est conçu comme un seul film. Dans une scène, nous avons tout tourné du point de vue d'Elwood, puis tout du point de vue de Turner - l'un dès la première heure, puis l'autre pendant la seconde. Très rarement, nous avons tourné les deux perspectives sur une scène, cependant, à cause de la façon dont elle a été écrite et scénarisée. Nous ne faisons pas toujours des allers-retours, donc c'est tourné comme un film traditionnel, sauf que l'autre personnage n'est pas là. point spécifique de la caméra. Généralement, l'autre acteur est derrière la caméra, lisant les répliques et servant de support pour donner à l'autre personne le sentiment d'être réellement engagé dans quelque chose de relativement réel, cependant, la chorégraphie est assez difficile. »

## Sortie et accueil
Nickel Boys est présenté en avant-première au festival du film de Telluride le 30 août 2024. Il est fait ensuite l'ouverture du festival du film de New York au Alice Tully Hall le 27 septembre 2024.
Il devait initialement connaître une sortie limitée en salles à New York le 25 octobre 2024 et à Los Angeles la semaine suivante, avant une diffusion plus large sur Prime Video. Cependant, la sortie du film est repoussée, la première du film étant désormais prévue à New York le 13 décembre et à Los Angeles le 20 décembre. Amazon MGM Studios prépare également des tirages sur 35 mm .

## Distinctions

### Nominations
- Golden Globes 2025 : Meilleur film dramatique
- Oscars 2025 :
  - Meilleur film
  - Meilleur scénario adapté